# پیتر گروبر (بازیکن فوتبال)
پیتر گروبر (انگلیسی: Peter Gruber؛ زادهٔ ۷ سپتامبر ۱۹۵۲) بازیکن فوتبال اهل آلمان است.
از باشگاه‌هایی که در آن بازی کرده‌است می‌توان به باشگاه فوتبال بایرن مونیخ اشاره کرد.